# Teatri di Reggio Calabria
Il seguente è un elenco dei teatri della città di Reggio Calabria:
- Il principale teatro della città è il Teatro Francesco Cilea, retto dall'amministrazione comunale; sito sul Corso Garibaldi ha una capienza di circa 800 posti a sedere, dove si svolge la stagione concertistica, dei balletti, d'opera e di prosa;

Altri teatri:
- Politeama Siracusa: sito sul Corso Garibaldi presso palazzo Siracusa, è oggi il teatro degli studenti dell'università dove si svolge ogni anno la stagione teatrale e concertistica;
- Catonateatro (Arena "Alberto Neri"): sito sul lungomare di Catona, dotato di oltre 1.200 posti, ospita ogni anno il Festival "Catonateatro" con rappresentazioni di prosa, musica e danza con la partecipazione di compagnie di levatura nazionale ed internazionale;
- Arena dello Stretto: teatro greco all'aperto sul Lungomare Falcomatà, ospita soprattutto in estate manifestazioni di vario genere;
- Teatro del Parco della Rotonda: teatro greco all'aperto presso il Parco della Rotonda, nei pressi del Santuario di San Paolo;
- Arena Lido: nei pressi del Lido comunale Zerbi, è attualmente in ristrutturazione dopo la demolizione della precedente struttura;
- (Cine)Teatro "Odeon": in via tre settembre 1943;
- Auditorium "San Paolo": in via Tommaso Campanella;
- Auditorium "Cipresseto": in via Giuseppe Melacrino;
- Teatro Athena: via XXIV Maggio;
- Teatro Loreto: in via Sbarre Centrali 151, presso la parrocchia s. Maria di Loreto.

## Galleria dei teatri

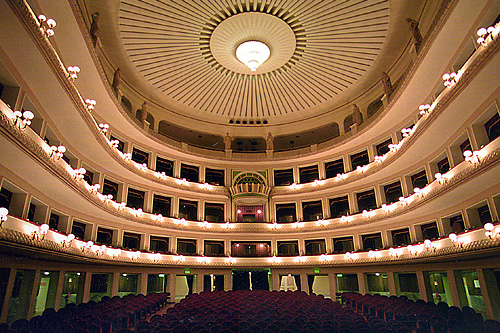
Teatro Francesco Cilea
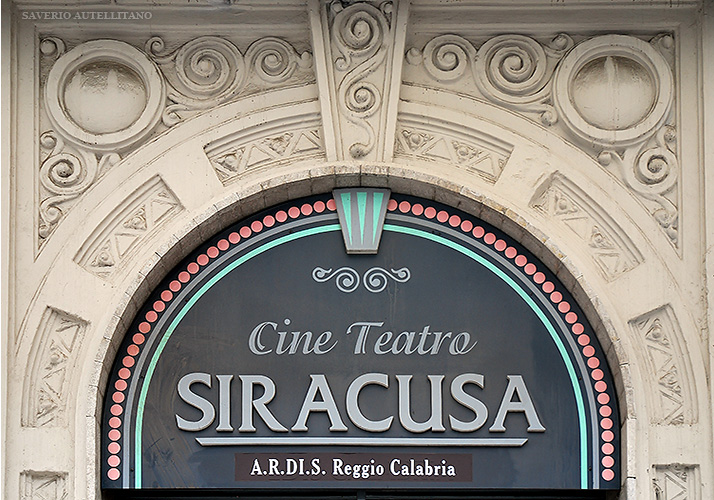
Teatro Politeama Siracusa
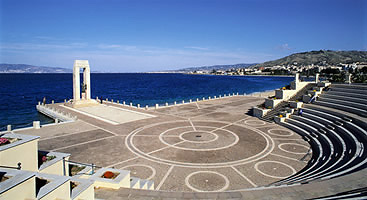
Arena dello Stretto